# Ludwik Tatarski

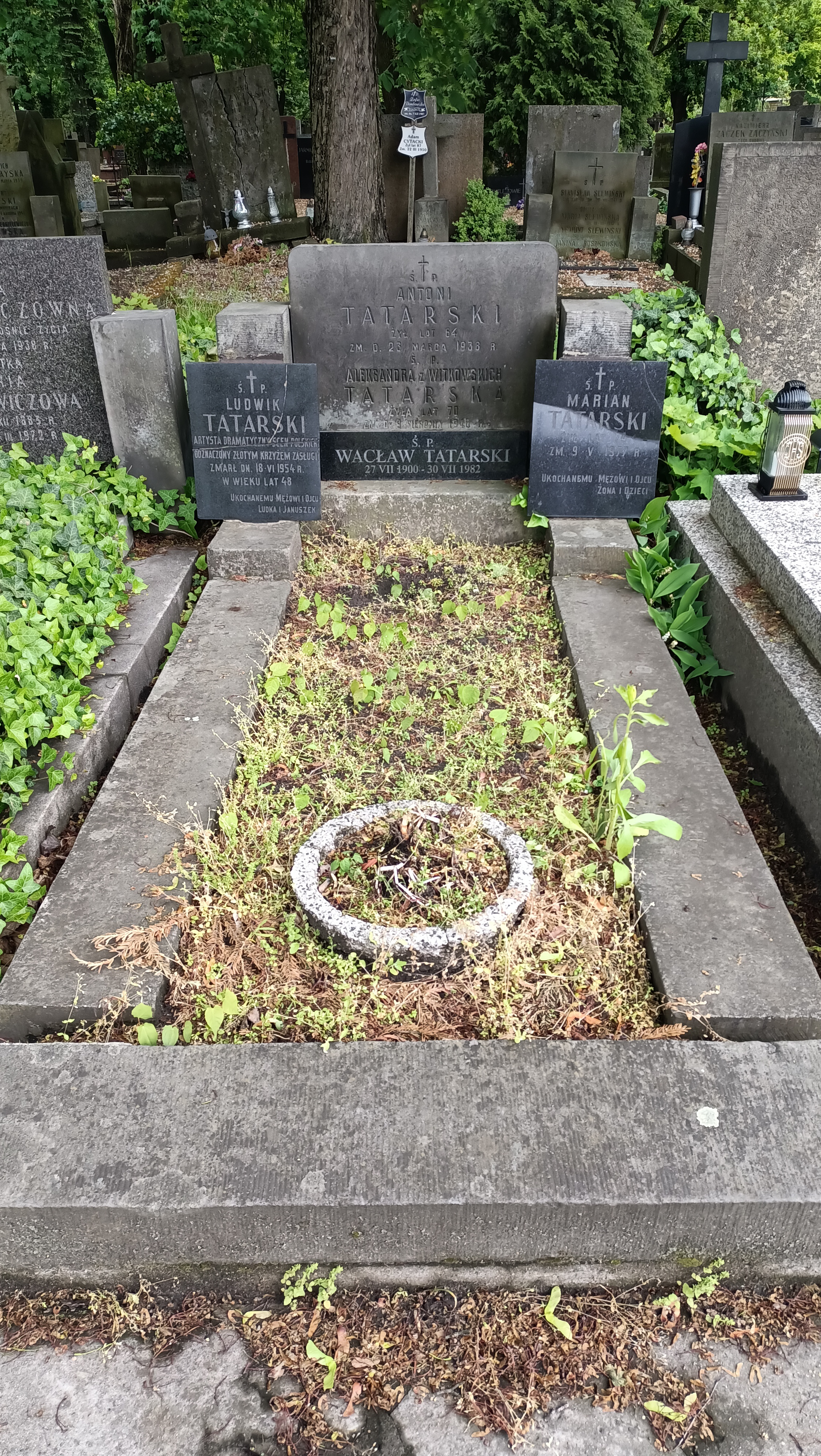
Grób Ludwika Tatarskiego na cmentarzu Powązkowskim

Ludwik Apolinary Tatarski (ur. 23 lipca 1906 w Warszawie, zm. 18 czerwca 1954 tamże) – polski aktor teatralny i filmowy.

## Życiorys
Po ukończeniu gimnazjum uczył się w Państwowej Szkole Dramatycznej w Warszawie, którą ukończył w 1927 roku. W latach 1927–1930 występował w Teatrze Miejskim w Łodzi. W kolejnych latach odbywał służbę wojskową. Do grania powrócił w sezonie 1934/1935, ponownie występując w łódzkim Teatrze Miejskim. Następnie grał w Poznaniu (Teatr Nowy, 1935-1936), Krakowie (Teatr im. Juliusza Słowackiego, 1936-1937), Wilnie (Teatr Miejski, 1937-1939) oraz dorywczo w Warszawie (Teatr Kameralny, 1936-1937).
Po wybuchu II wojny światowej, do 1941 roku pozostał w Wilnie, grając w Teatrze na Pohulance. Po zajęciu miasta przez Niemców przeniósł się do Warszawy, gdzie nie występował. Brał udział w powstaniu warszawskim, służąc w stopniu podporucznika w 15 Pułku Piechoty 28 DP Armii Krajowej. Podczas walk został ranny, a po ich zakończeniu trafił do niewoli niemieckiej (nr jeniecki 101653) i został więziony m.in. w Oflagu II D Gross-Born. Po wyzwoleniu zaangażował się do Teatru Ludowego im. Wojciecha Bogusławskiego w Lingen (1945). Po powrocie do Polski występował w Łodzi na deskach Teatru Kameralnego Domu Żołnierza (1945-1949). Następnie przeniósł się do Warszawy, gdzie występował aż do śmierci: najpierw w Teatrze Dramatycznym, a następnie w Teatrze Narodowym. Brał również udział w audycjach Teatru Polskiego Radia (1949-1950).

## Filmografia
- Zakazane piosenki (1946) - Hans, gestapowiec - tłumacz w mieszkaniu Tokarskich
- Jasne łany (1947)
- Skarb (1948) - urzędnik USC
- Dom na pustkowiu (1949) - ekspedient
- Pierwsze dni (1951) - inżynier Poczyński
- Sprawa do załatwienia (1953) - konduktor
- Celuloza (1953) - inżynier